# Action-Figur
Action-Figuren sind Kunststoff-Figuren, meist in der Größe zwischen 10 und 25 cm. Es sind Spielzeug- oder Sammelfiguren, manchmal auch Merchandising-Produkte, die Helden, Ungeheuer und sonstige Figuren aus Filmen, Comics oder Computerspielen oder historische Persönlichkeiten, wie auch Soldaten darstellen.
Die Figuren gibt es als einfache Modelle, an denen Arme oder Beine aus einem Stück sind. Bei anderen wiederum sind die Gelenke an den Gliedmaßen bieg- und drehbar. Manche Action-Figuren haben auch Sonderfunktion wie hervorschnellende, zuschlagende Arme oder anderes. Neuere Figuren können mehrere gespeicherte Wörter oder Sätze von sich geben.
Zu den Figuren gibt es oft zahlreiche zusätzliche Ausrüstungsgegenstände und Kleidungsstücke zu kaufen, mit denen unterschiedliche Szenerien dargestellt werden können.
Als Zielgruppe kommen zum einen Kinder und Jugendliche infrage, die damit spielen. Zum anderen Erwachsene, welche Sammler sind und die Action-Figuren nicht als Spielzeug ansehen, sondern als Kunstwerke.
Manche Sammler bevorzugen es, wenn die Action-Figuren nicht aus ihrer Original-Verpackung genommen (mint on card oder mint in box) werden. Original verpackte Action-Figuren aus den späten 1970er und frühen 1980er Jahren besitzen teilweise einen Sammlerwert von mehreren tausend US-Dollar.
Als Erfinder des Begriffs Action-Figur gilt Don Levine, der diesen im Jahr 1964 als leitender Angestellter des US-Spielzeugherstellers Hasbro für das damals völlig neue Konzept des G.I. Joe verwendete. G.I. Joe wird folglich auch als erster Vertreter dieser Spielzeuggattung angesehen. Levine soll peinlich darauf geachtet haben, dass im Zusammenhang mit G.I. Joe niemals von einer Puppe gesprochen wird, um die Zielgruppe der kleinen Jungen nicht abzuschrecken. Eine der bekanntesten Action-Figuren-Serien sind die Star-Wars-Figuren von Kenner/Hasbro. Sie werden heute in der Hauptsache von Erwachsenen gesammelt.
Große Popularität erreichte ab 1970 die Action-Figur Big Jim des Herstellers Mattel, der seiner in Millionenstückzahlen verkauften Barbie-Puppe, die vorwiegend von Mädchen zum Spielen genutzt wurde, eine Spielfigur speziell für Jungen entgegensetzen wollte.

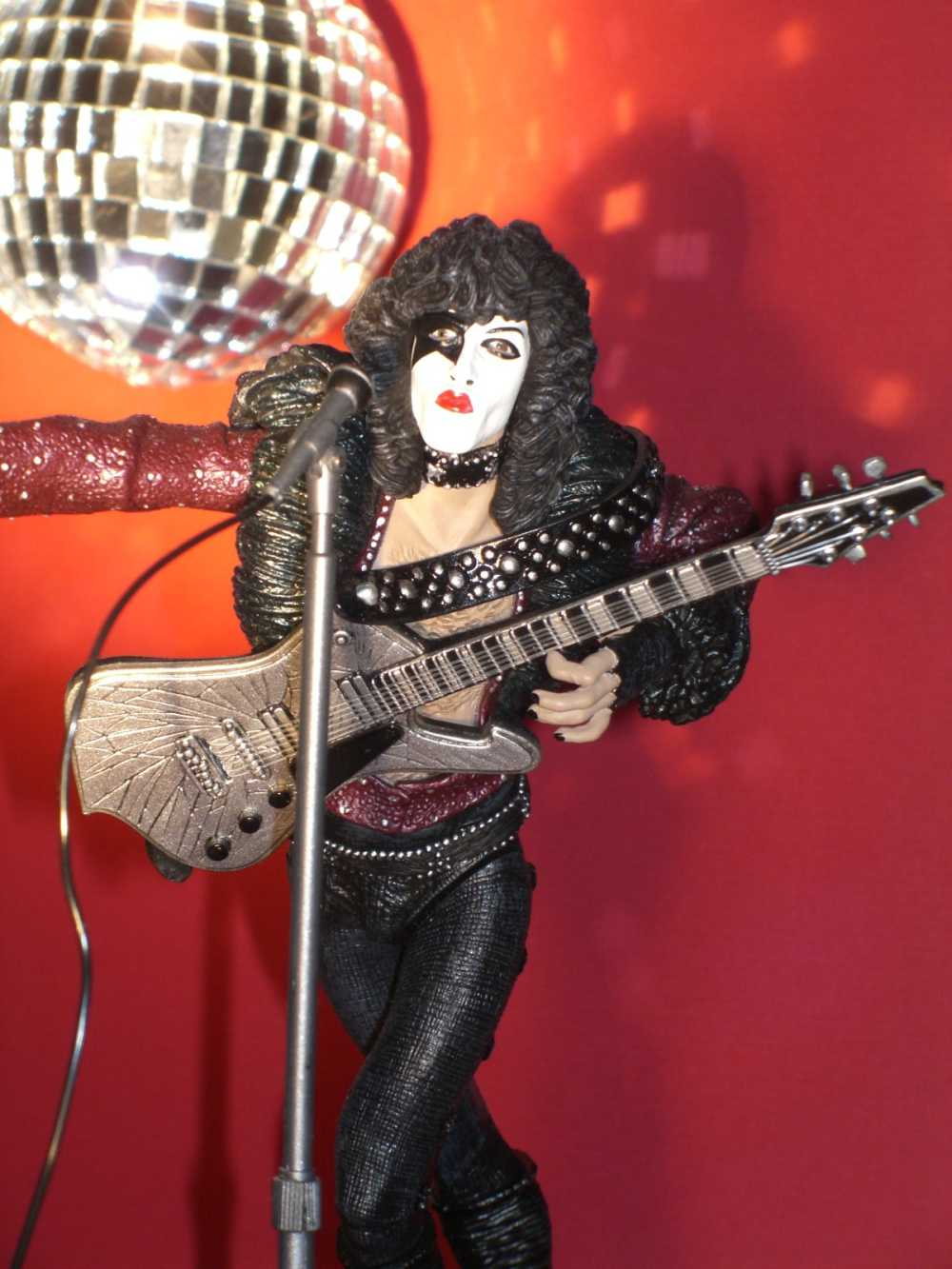
McFarlane-Action-Figur von Paul Stanley, Sänger und Gitarrist der Rockband Kiss

Ebenfalls an ein erwachsenes Publikum wendet sich die Figuren-Reihe der McFarlane Music Figures, die berühmten Stars des Rock-Business detailgetreue, naturalistische Denkmäler in Miniaturformat setzt.

## Populäre Action-Figuren
- G.I. Joe
- Big Jim
- Masters of the Universe
- M.A.S.K.
- Star Wars
- Star Trek
- The Real Ghostbusters
- Batman
- Transformers
- McFarlane Music Figures
- Bravestarr
- WWE
- Dino-Riders
- Teenage Mutant Ninja Turtles (in Europa: Teenage Mutant Hero Turtles)